# Donna Fraser
Donna Fraser (née le 7 novembre 1972 à Londres) est une ancienne athlète britannique spécialiste du 400 mètres. 

## Palmarès

### Championnats du monde d'athlétisme
- Championnats du monde d'athlétisme 2005 à Helsinki,  Finlande
  -  Médaille de bronze du relais 4 × 400 m
- Championnats du monde d'athlétisme 2007 à Osaka,  Japon
  -  Médaille de bronze du relais 4 × 400 m[1]

### Championnats d'Europe d'athlétisme
- Championnats d'Europe d'athlétisme 1998 à Budapest,  Hongrie
  -  Médaille de bronze du relais 4 × 400 m

### Championnats d'Europe d'athlétisme en salle
- Championnats d'Europe d'athlétisme en salle 2005 à Madrid,  Espagne
  -  Médaille de bronze du relais 4 × 400 m
- Championnats d'Europe d'athlétisme en salle 2009 à Turin,  Italie
  -  Médaille d'argent du relais 4 × 400 m

### Championnats du monde junior d'athlétisme
- Championnats du monde junior d'athlétisme 1990 à Plovdiv,  Bulgarie
  -  Médaille d'argent du relais 4 × 100 m

### Championnats d'Europe junior d'athlétisme
- Championnats d'Europe junior d'athlétisme 1991 à Thessalonique,  Grèce
  -  Médaille d'or sur 400 m
  -  Médaille d'argent du relais 4 × 100 m